# Las sawannowy
Las sawannowy – typ formacji leśnej, zbiorowisko roślinne, które razem z sawanną tworzy grupę formacji sawannowych w strefie klimatów podrównikowych o wybitnej porze suchej i niskich opadach (400-600 mm rocznie). Tworzą go drzewa o parasolowatym kształcie, okresowo zrzucające liście (główne to akacja i baobab), rosnące pojedynczo lub w niewielkich grupach, które są otoczone przez twardolistne trawy.